# Parapercis pulchella
Parapercis pulchella là một loài cá biển thuộc chi Parapercis trong họ Cá lú. Loài cá này được mô tả lần đầu tiên vào năm 1843.

## Từ nguyên
Tính từ định danh pulchella trong tiếng Latinh có nghĩa là "nhỏ xinh", không rõ hàm ý, có thể đề cập đến các vệt sọc chéo màu xanh óng trên đầu của loài cá này, được mô tả là "khá đẹp".

## Phạm vi phân bố và môi trường sống
Từ vùng biển phía nam Nhật Bản, P. pulchella được phân bố trải dài về nam đến đảo Đài Loan, Hồng Kông và Việt Nam. Ở Việt Nam, P. pulchella đã được ghi nhận tại vịnh Hạ Long (Quảng Ninh) và vịnh Vân Phong (Khánh Hòa).

## Mô tả
P. pulchella có chiều dài cơ thể lớn nhất được ghi nhận là 20 cm. Cơ thể hình trụ, có màu nâu cam đến đỏ. Có 4 cặp răng nanh ở phía trước hàm trên. Gai lưng thứ tư dài nhất.  Có một dải sọc trắng theo chiều dài cơ thể với các đốm hình vuông sẫm đỏ hơn ở vùng bụng. Má và nắp mang có các vệt sọc màu xanh óng. Dưới đầu có nhiều vệt đen nổi bật (ở vị trí môi dưới và hàm dưới), một đặc đểm không có ở Parapercis maculata.